# تل میرغازی
تل میرغازی (به لاتین: Tall-e Mir Ghazi) یک منطقهٔ مسکونی در افغانستان است که در ولایت بغلان واقع شده‌است.